# Франсоа Томбалбаје
Франсоа Томбалбаје (фр. Francois Tombalbaye; 15. јун 1918 — 13. април 1975), познат и као Нгарта Томбалбаје, био је учитељ, синдикални активист и први председник Чада.

## Биографија
Рођен је 1918. године у народу Сара. Као председник Чадске напредне странке ујединио је север и југ земље. Изоловао је агресивне и екстремне исламске фанатике у централним деловима Чада. Након стечене независности једно је време био умерен вођа, али је с временом постао диктатор, те створио једностраначку државу, као и многи његови савременици.
Године 1965, приликом протеста против његове власти, погинуло је око 500 људи. 1968. је био у САД и код председника Линдона Џонсона. Као одговор на нереде, распустио је Националну скупштину и позвао Француску у помоћ. Французи су пристали, али је Томбалбаје 1969. морао да спроведе велике реформе у свом режиму. Провео је национализацију, повећао порезе и наставио са репресивном политиком.
На спољном плану сукобљавао се са Либијом и њезиним вођом Гадафијем.
Променио је име главног града из Форт Лами у Нџамена, а своје из Франсоа у Нгарта. Забранио је хришћанство, протерао мисионаре, а сви мушкарци који нису били исламске вероисповести у доби од 16 до 50 година морали су да прођу одређене обреде да би напредовали у свом послу.
Суша која је наступила 1970-их изазвала је његове још несхватљивије потезе. Кад је у једном тренутку дао ухапсити преко 1000 политичких противника, опозиција се побунила. Извршен је пуч, а на власт је дошла војска. Томбалбајеа су убили официри 1975. године.